# Eleanor Harvey
Eleanor Grace Harvey (Hamilton, 14 de enero de 1995) es una deportista canadiense que compite en esgrima, especialista en la modalidad de florete.
Participó en tres Juegos Olímpicos de Verano, obteniendo una medalla de bronce en París 2024, en la prueba individual, el séptimo lugar en Río de Janeiro 2016 (individual) y el quinto en Tokio 2020 (por equipos).
En los Juegos Panamericanos de 2023 obtuvo dos medallas de plata, individual y por equipos.

## Palmarés internacional
| Juegos Olímpicos     | Juegos Olímpicos | Juegos Olímpicos  | Juegos Olímpicos    |
| Año                  | Lugar            | Medalla           | Prueba              |
| -------------------- | ---------------- | ----------------- | ------------------- |
| 2024                 | París (Francia)  | Medalla de bronce | Florete individual  |
| Juegos Panamericanos |                  |                   |                     |
| Año                  | Lugar            | Medalla           | Prueba              |
| 2023                 | Santiago (Chile) | Medalla de plata  | Florete individual  |
| 2023                 | Santiago (Chile) | Medalla de plata  | Florete por equipos |